# Corippo

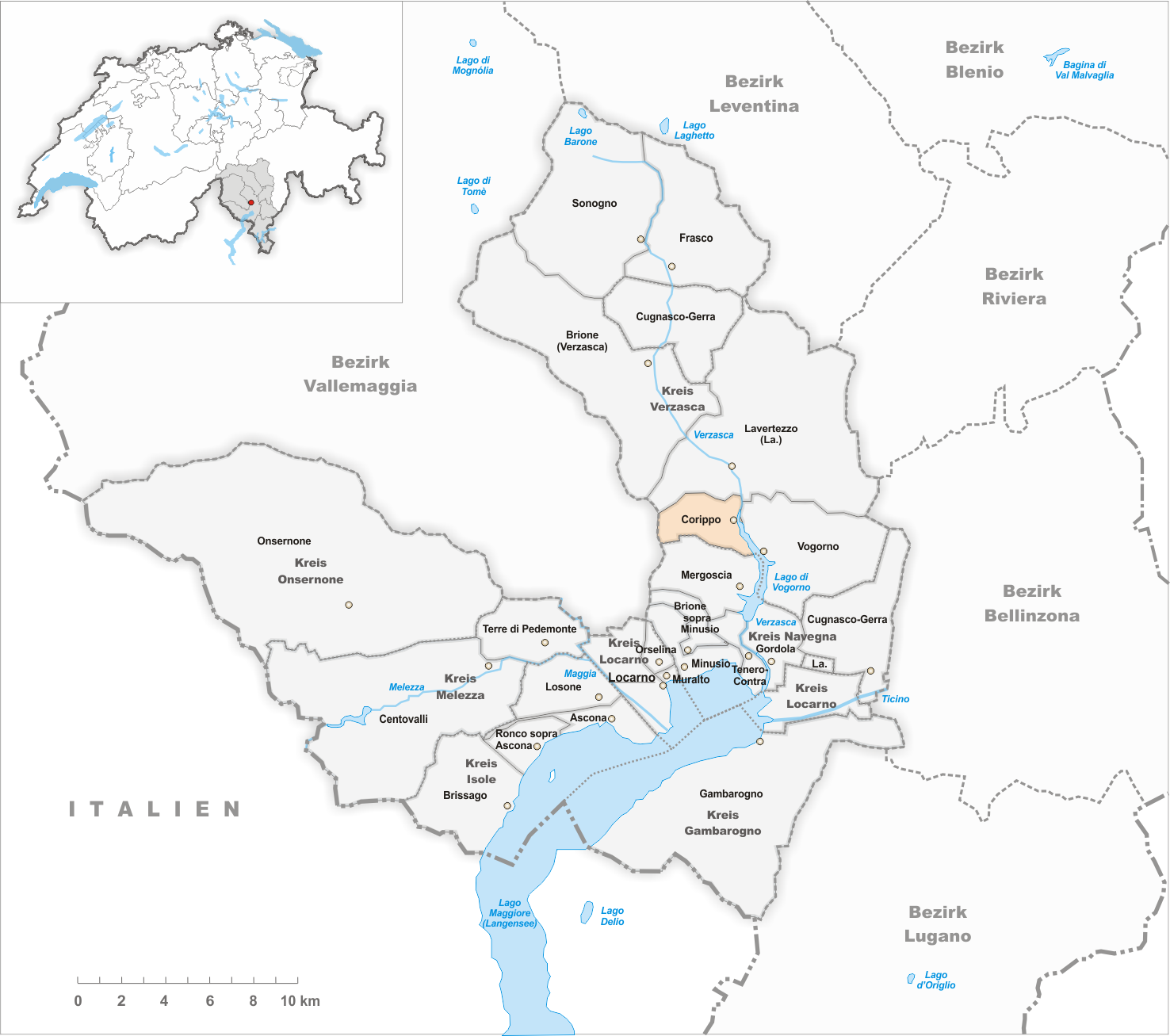
Gemeindestand vor der Fusion am 18. Oktober 2020

Corippo ist eine Ortschaft im Verzascatal, die seit 2020 zur Gemeinde Verzasca gehört. Sie liegt im Kreis Verzasca, Bezirk Locarno, des Schweizer Kantons Tessin.
Der Dorfkern wurde 1975 unter Denkmalschutz gestellt und als beispielhaft ausgezeichnet.

## Geographie
Das Haufendorf liegt auf 566 m ü. M. im Taleinschnitt am rechten Ufer des Flusses Verzasca, am nördlichen Ende des Stausees Lago di Vogorno, 7 km nordwestlich der Station Gordola der Linie Bellinzona–Locarno der Gotthardbahn.

## Geschichte
Corippo wurde 1224 erstmals als Culipo erwähnt, 1822 wurde es eine unabhängige Gemeinde. Da die wichtigste Erwerbsquelle der Einwohner, die Viehhaltung, durch die Knappheit der landwirtschaftlichen Ressourcen eingeschränkt war, verringerte sich die Anzahl der ständigen Einwohner seit Mitte des 19. Jahrhunderts stetig.
Seit 1883 ist das Dorf durch eine Strasse erschlossen. Vorher wurde das Vieh über Saumpfade zum Überwintern in die Magadinoebene getrieben.
Die sich für die Erhaltung des Dörfchens einsetzende Fondazione Corippo 1975 plante – nach 40 Jahren vergeblicher Bemühungen, das Dorf als Erstwohnsitz attraktiver zu machen –, Corippo ab 2017 in ein «Albergo diffuso» umzuwandeln, in ein «verstreutes Hotel». Zuvor war die Idee eines REKA-Dorfs an den zu grossen benötigten Anpassungen gescheitert. Das Projekt erhielt dafür den Hotel Innovation Award 2017 von Gastrosuisse. Im Juli 2018 war das erste Zimmer bereit, und im Frühjahr 2019 sollte – nach der Restaurierung weiterer Rustici während des Herbsts 2018 – der Betrieb starten. Nach der Betriebsaufnahme sollten auch der alte Dorfbackofen sowie die Mühle am Dorfbach unterhalb der Siedlung restauriert werden. Das Dorf war jedoch auch 2018 noch nicht an eine Abwasserreinigungsanlage angeschlossen, sondern verwendete eine Sickergrube, welche bei einem Vollbetrieb mit 10 Zimmern und 25 Betten vermutlich an ihre Belastungsgrenze gekommen wäre. Das «Albergo Diffuso» in Corippo wurde 2022 eröffnet. Es ist das Ergebnis der Bestrebungen der Fondazione Corippo 1975. Ein ähnliches Projekt wurde im Weiler Commeire im Wallis realisiert.
Die Gemeinden im Verzascatal fassten 2018 den Beschluss, sich zusammenzuschliessen. Am 18. Oktober 2020 fusionierte Corippo mit den damaligen Gemeinden Brione (Verzasca), Cugnasco-Gerra (Gerra Valle), Frasco, Lavertezzo (Lavertezzo Valle), Sonogno und Vogorno zur neuen Gemeinde Verzasca. Eine vorherige Abstimmung war am Ortsteil Riazzino (Lavertezzo Piano) gescheitert, welcher als Überbleibsel der Transhumanz in der Magadinoebene liegt und als Exklave politisch zur alten Gemeinde Lavertezzo gehörte. Corippo bildet aber nach wie vor eine eigenständige Bürgergemeinde.

## Bevölkerung
Einwohnerzahlen: Volkszählungsdaten
Corippo war per Juli 2018 mit zwölf ständigen Einwohnern die kleinste politische Gemeinde der Schweiz. In der Gemeinde lebten sieben Männer und fünf Frauen, ein Einwohner war ausländischer Staatsangehörigkeit.

## Verkehr
Corippo wird durch eine schmale Nebenstrasse erschlossen, die kurz vor dem nördlichen Ende des Lago di Vogorno über die Verzasca führt. Die Strasse zweigt zwischen Vogorno und Lavertezzo von der hier Via Valle Verzasca genannten Hauptstrasse ab, die das Verzascatal bis Sonogno erschliesst. Der Flugplatz Locarno liegt rund 30 Minuten Fahrzeit entfernt etwas östlich von Locarno in der Magadinoebene.

## Sehenswürdigkeiten
Das Dorfbild ist im Inventar der schützenswerten Ortsbilder der Schweiz (ISOS) als schützenswertes Ortsbild der Schweiz von nationaler Bedeutung eingestuft.
- Pfarrkirche Chiesa di Santa Maria del Carmelo[14][15]
- Piazza del Mercato (Marktplatz)[16]
- Betkapelle Cappella della Crosetta am nördlichen Ortsausgang[17]
- Bethaus Oratorio di Novei im gleichnamigen Ortsteil[17]
- Ponte bivio Corippo (einzige Strassenbrücke zum Ort)

## Kultur
- Fondazione Corippo 1975[18]

## Bildergalerie

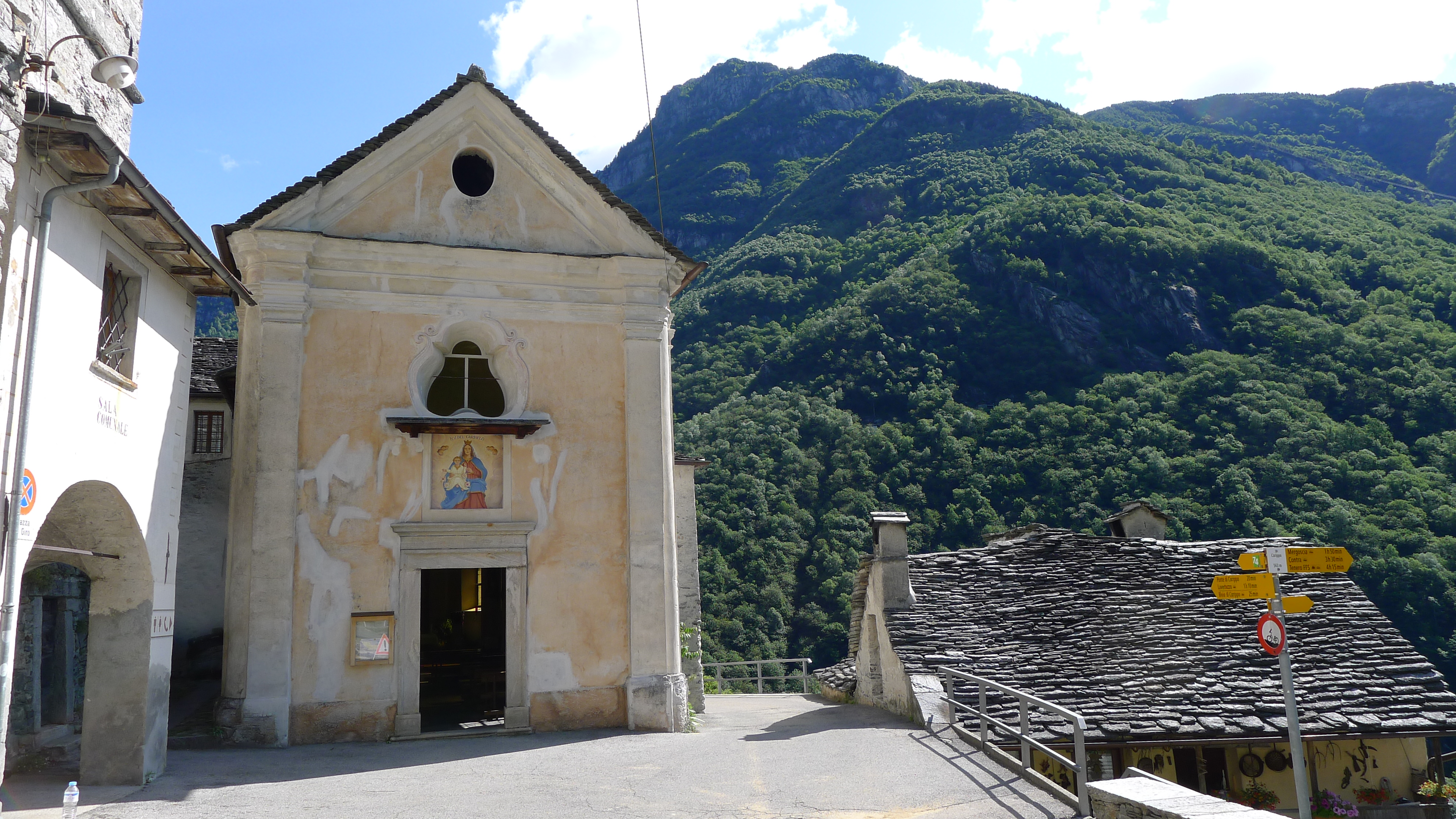
Kirche von Corippo
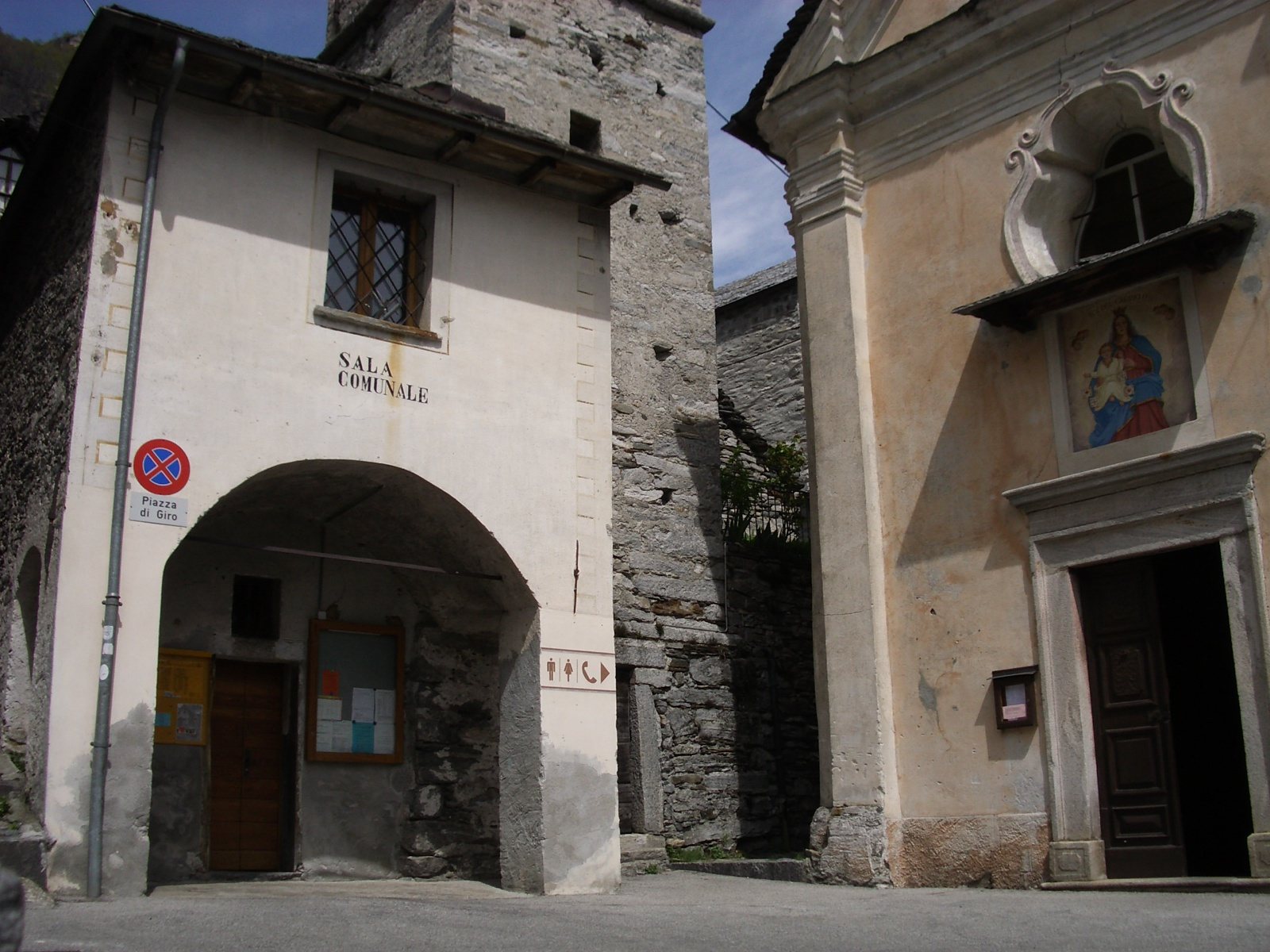
Gemeindehaus und Kirche von Corippo
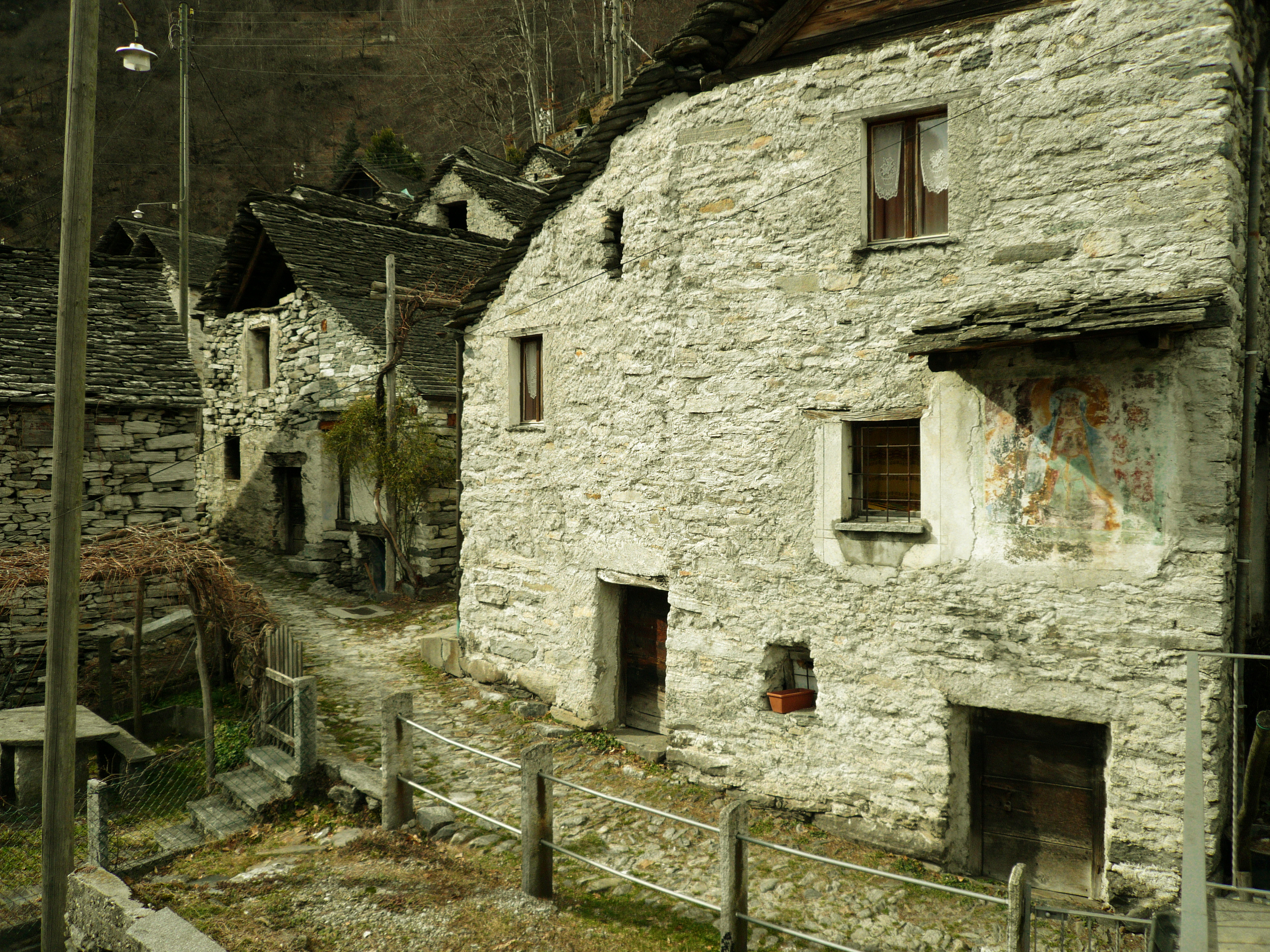
Dorfstrasse
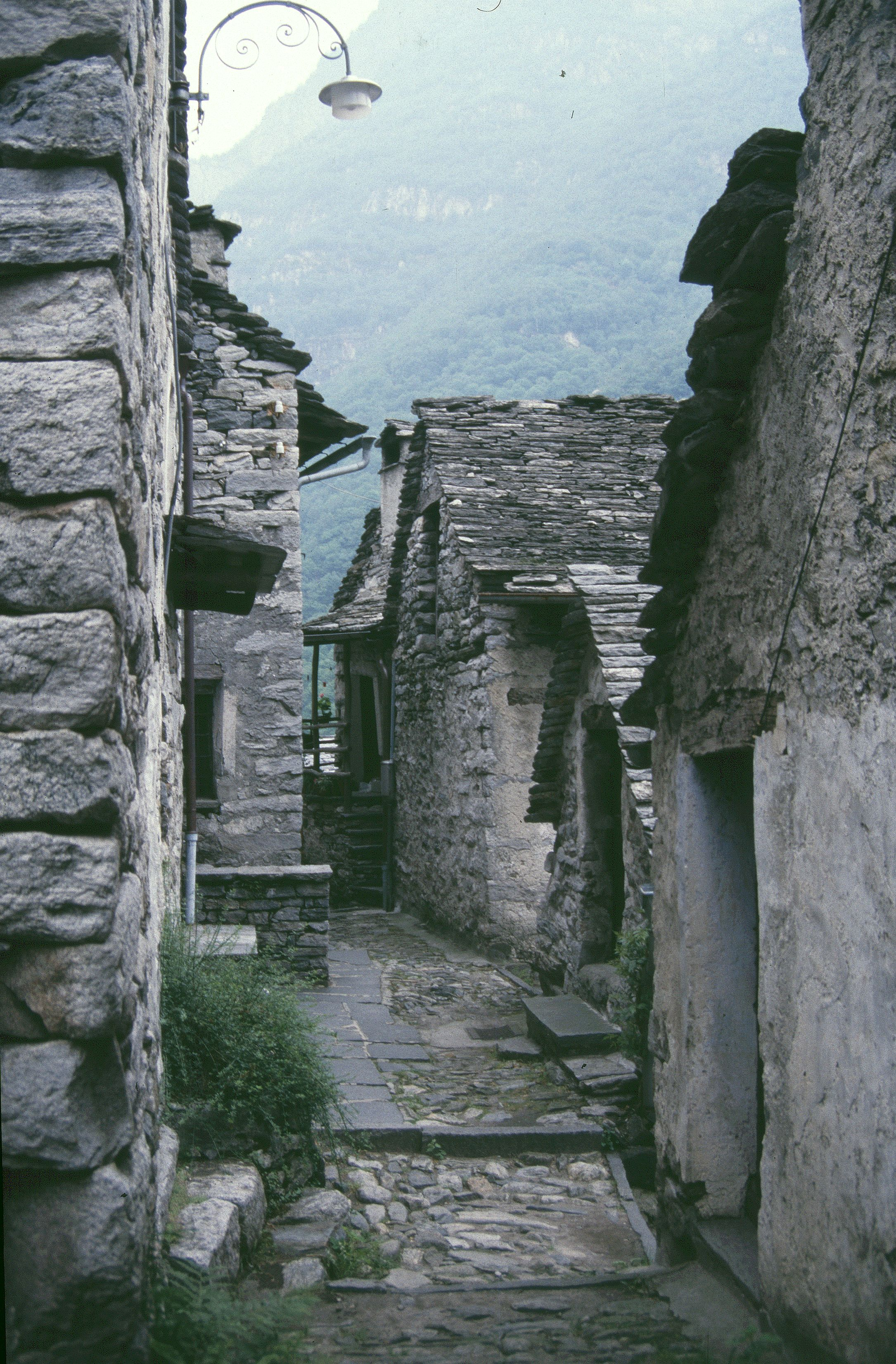
Dorfschtrecke
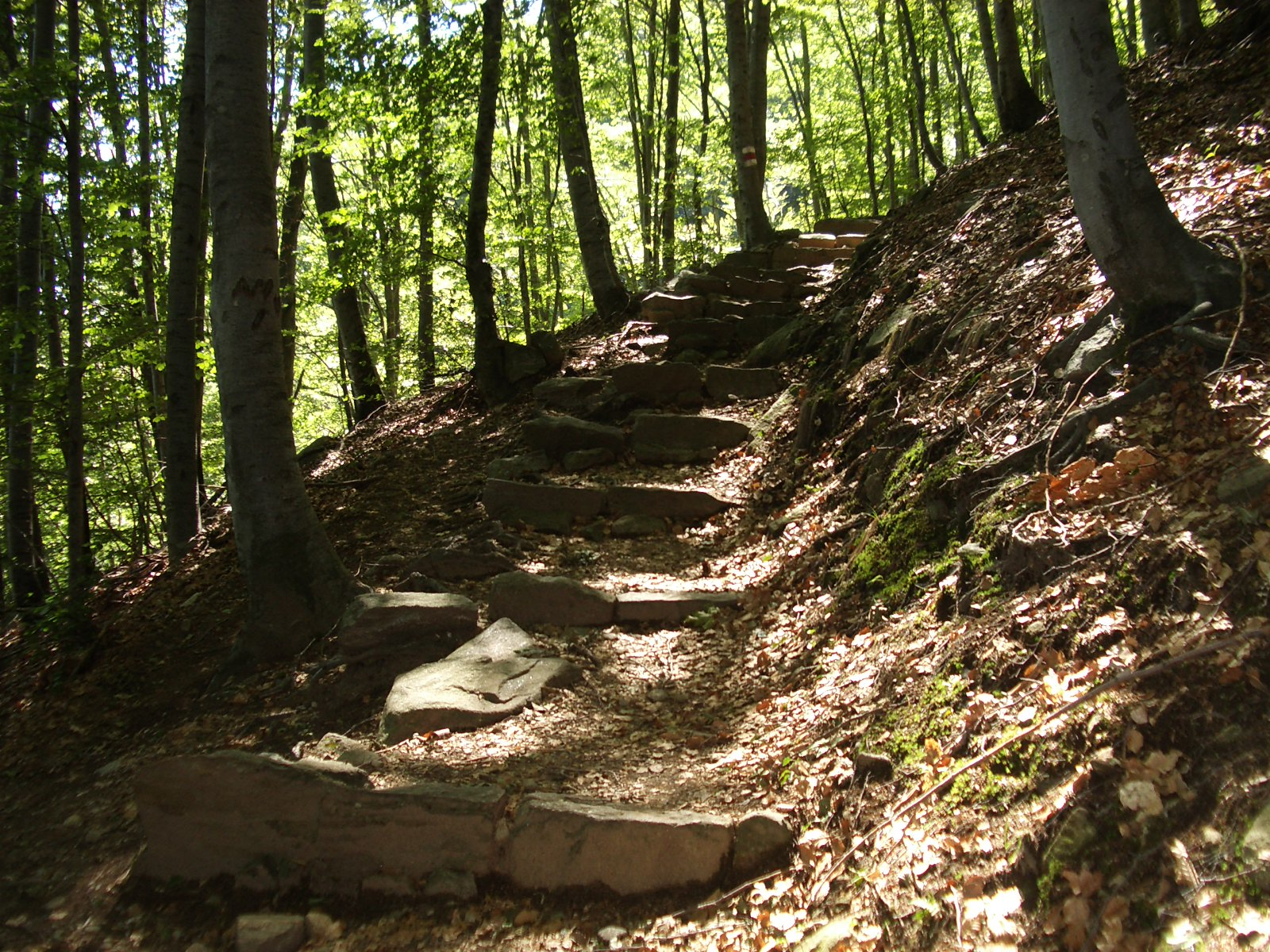
Saumpfad in den Monti di Lego